# Lepra
Lepra is een besmettelijke bacteriële huid- en zenuwziekte. De ziekte manifesteert zich vaak in eerste instantie met huidafwijkingen, soms met schade aan het perifere zenuwstelsel. Complicaties veroorzaken (verdere) schade aan zenuwen, hetgeen kan leiden tot handicaps en verminkingen. Deze complicaties, samen met wijdverspreid stigma en discriminatie maken lepra tot een van de meest gevreesde ziektes in endemische gebieden.

## Ziekteverwekkers
De verantwoordelijke bacterie heet Mycobacterium leprae (M. leprae). Het is een zuurvaste staaf, voor het eerst beschreven in 1873 door de Noorse arts Armauer Hansen. Lepra wordt daarom ook wel de ziekte van Hansen genoemd. Een naam die ook gebruikt wordt is melaatsheid; deze term heeft vaak een pejoratieve bijklank. Sinds 2008 is bekend dat er een tweede bacteriële veroorzaker van lepra bestaat, de Mycobacterium lepromatosis.

## Besmettingswijze
De bacterie wordt via de lucht van mens tot mens overgedragen. Besmetting treedt op via ademhaling, hoesten en niezen. Hierdoor worden de bacteriën verspreid, die bij anderen weer kunnen binnendringen via neus en keel. Circa 80% van de mensen zijn van nature resistent tegen de bacterie en zullen dus na besmetting de ziekte niet ontwikkelen. Van de resterende 20% maakt het overgrote deel de infectie subklinisch door. De ziekte is niet erfelijk, maar een natuurlijke weerstand tegen de ziekte zou wel erfelijk kunnen zijn.
De bacterie vermenigvuldigt zich zeer langzaam (de tijd nodig voor verdubbeling van het aantal bacteriën is 12-14 dagen) waardoor de periode tussen het contact met een besmet persoon en het optreden van ziekteverschijnselen (de incubatieperiode) zeer lang kan zijn: meestal tussen twee tot zes jaar, maar het kan oplopen tot twintig jaar. Na transmissie verspreidt de bacterie zich via de bloedbaan en groeit intracellulair vooral in macrofagen en in Schwann-cellen in de perifere zenuwen. De optimale groeitemperatuur van de bacterie is 30°C, waardoor het een voorkeur heeft voor de relatief koele delen van het lichaam, zoals extremiteiten, oorlellen, neus, testikels en wenkbrauwen.

## Lepra bij dieren
Lange tijd werd gedacht dat er naast de mens maar één andere diersoort bestond die lepra kon hebben: het negenbandig gordeldier. Tegenwoordig weten we dat ook chimpansees, mangabeys en eekhoorns de verwekker van lepra kunnen dragen en hiervan ziek kunnen worden. Overdracht van dier naar mens is incidenteel mogelijk; het negenbandig gordeldier is uitgebreid bestudeerd in de zuidelijke Verenigde Staten en Brazilië als mogelijke overbrenger van de leprabacterie. Er zijn geen aanwijzingen dat dieren globaal een belangrijke factor in de transmissie zijn.

## Symptomen
De symptomen worden bepaald door de wijze waarop de patiënt op de besmetting reageert; de immunologische afweer van de geïnfecteerde bepaalt voor een groot deel of deze persoon ziek wordt en met welke initiële symptomen. Doordat deze afweer voor de leprabacterie bij ieder mens verschilt, presenteert lepra zich op vele manieren. De vroege verschijnselen worden voornamelijk gezien in de huid, de slijmvliezen en als gevolgen van zenuwschade.

### Symptomen in de huid
- Verkleurde plekken op de huid, meestal vlak, die lichter zijn dan de huid eromheen en soms gevoelloos kunnen zijn.
- Knobbeltjes op de huid;
- Dikke, stijve of droge huid;
- Pijnloze zweren op de voetzolen;
- Pijnloze zwelling of knobbels in het gezicht of oorlellen;
- Verlies van wenkbrauwen of wimpers.

### Symptomen veroorzaakt door de ziekte in de slijmvliezen
- Een verstopte neus;
- Neusbloedingen.

### Symptomen veroorzaakt door schade aan de zenuwen
- Gevoelloosheid van aangetaste delen van de huid;
- Bij gevoelloosheid kunnen verwondingen zoals brandwonden onopgemerkt blijven. Die kunnen dan gaan infecteren met extra verminkingen tot gevolg.
- Spierzwakte of verlamming (vooral aan de handen en voeten);
- Verdikte zenuwen (vooral die rond de elleboog en knie en aan de zijkanten van de nek);
- Oogproblemen die tot blindheid kunnen leiden (wanneer gezichtszenuwen worden aangetast).

### Tekenen van vergevorderde lepra
- Verlamming van handen en voeten;
- Verkorting van tenen en vingers door reabsorptie;
- Chronische niet-genezende zweren op de voetzolen;
- Blindheid;
- Misvorming van de neus;
- Facies leonina (leeuwenmasker).

Andere complicaties (lepra-reacties) leiden tot pijnlijke gezwollen zenuwen, roodheid en pijn rond het getroffen gebied, pijnlijke, rode noduli (knobbels) en zenuwschade.

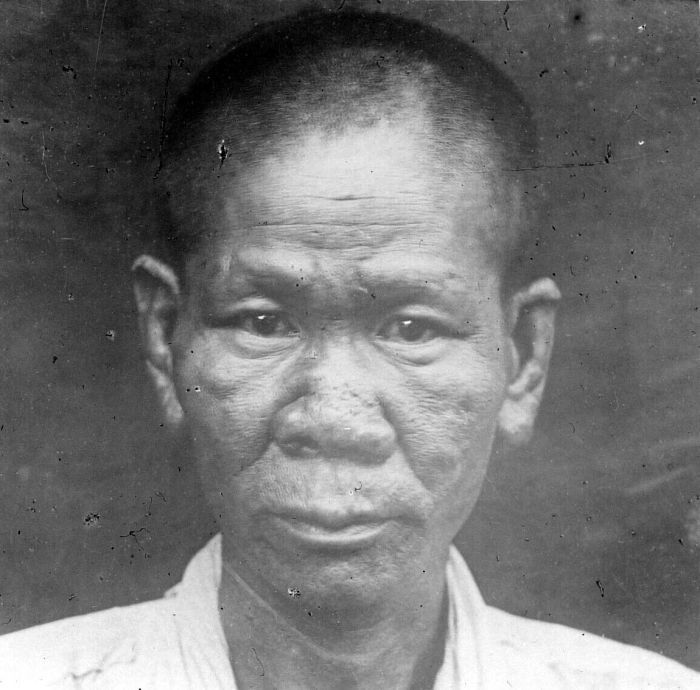
Leprapatiënt (collectie Wereldmuseum Amsterdam)
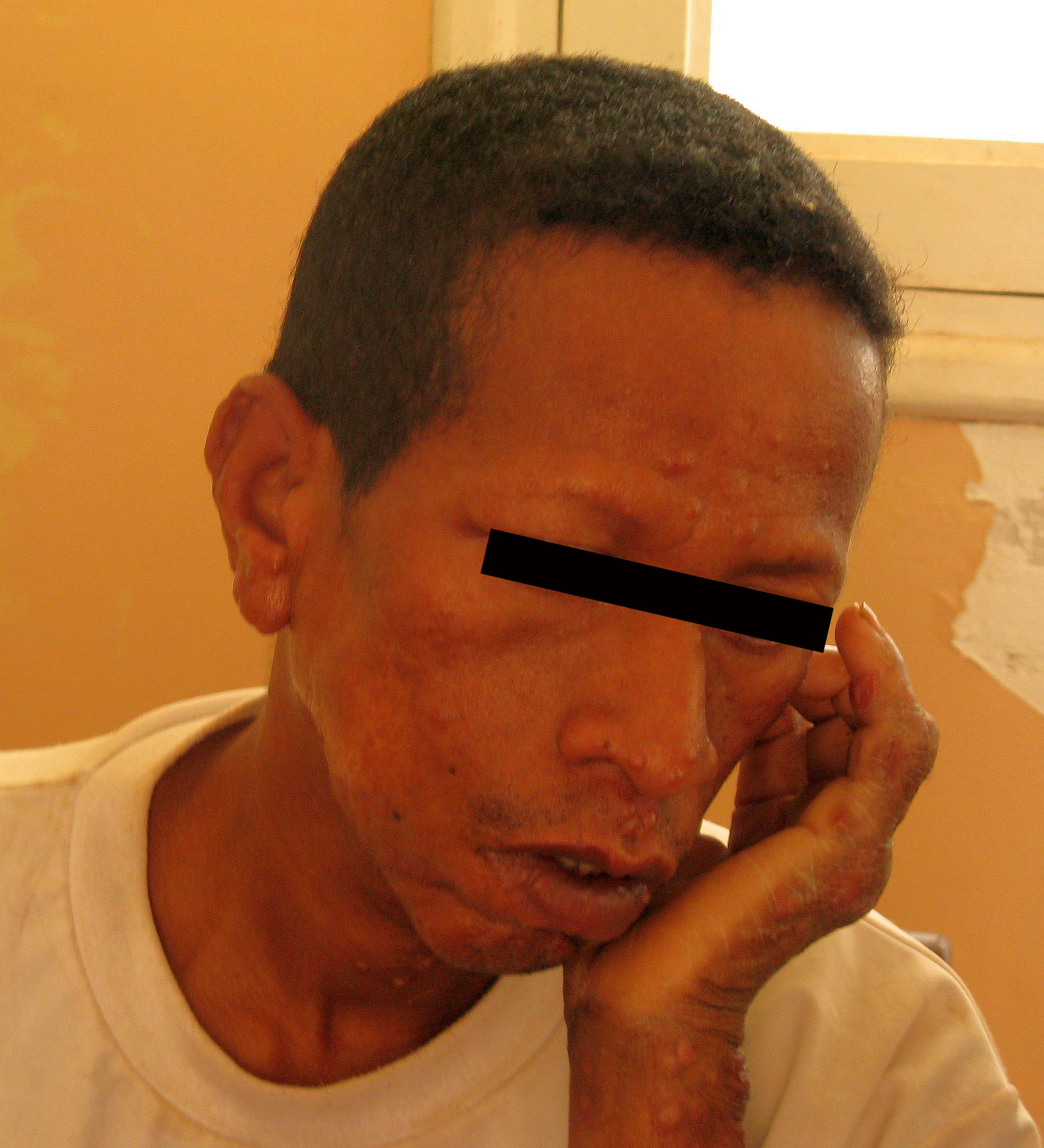
Lepromateuze lepra-patiënt (Madagaskar)
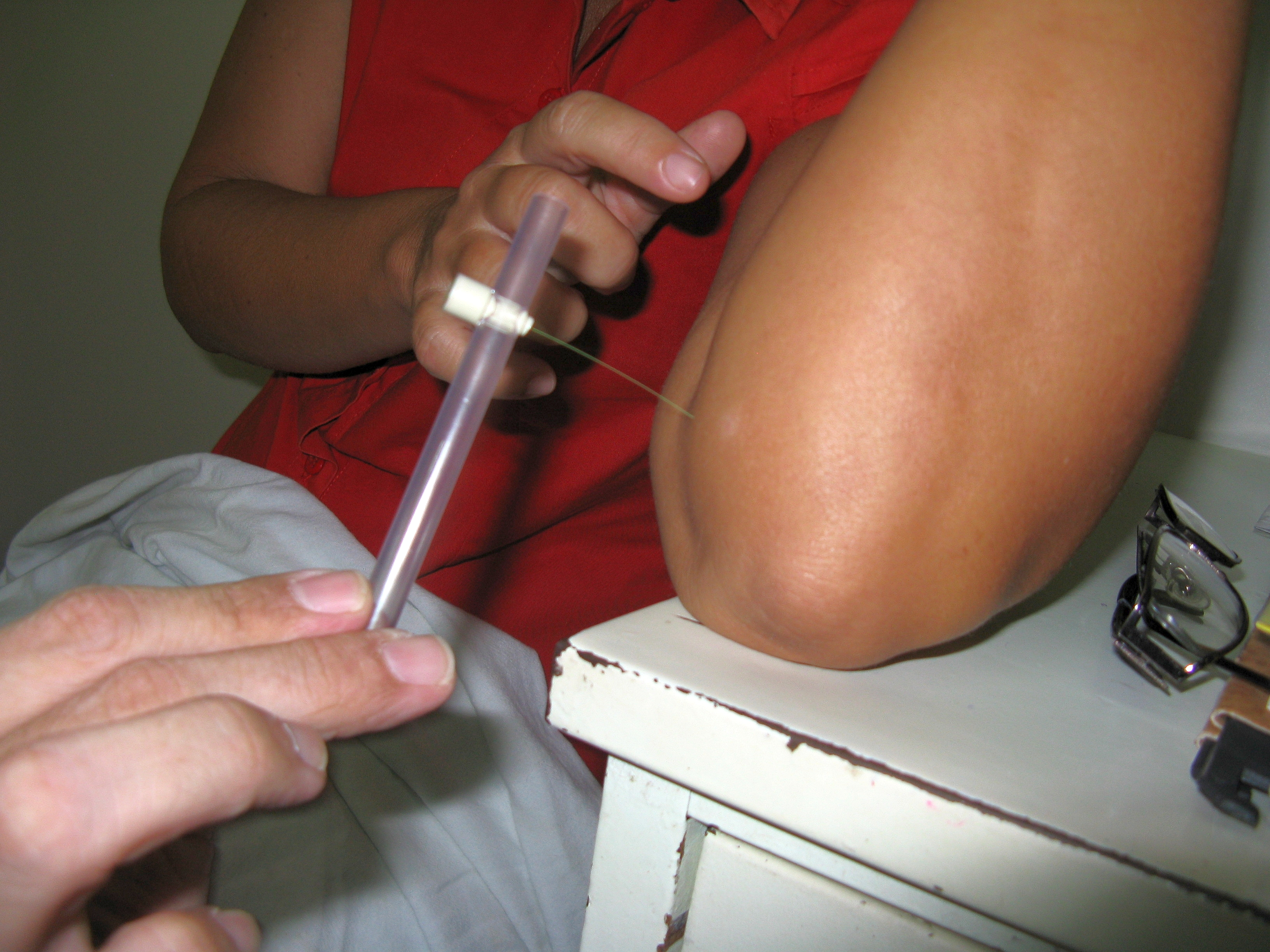
Testen van gevoel met monofilament, Brazilië
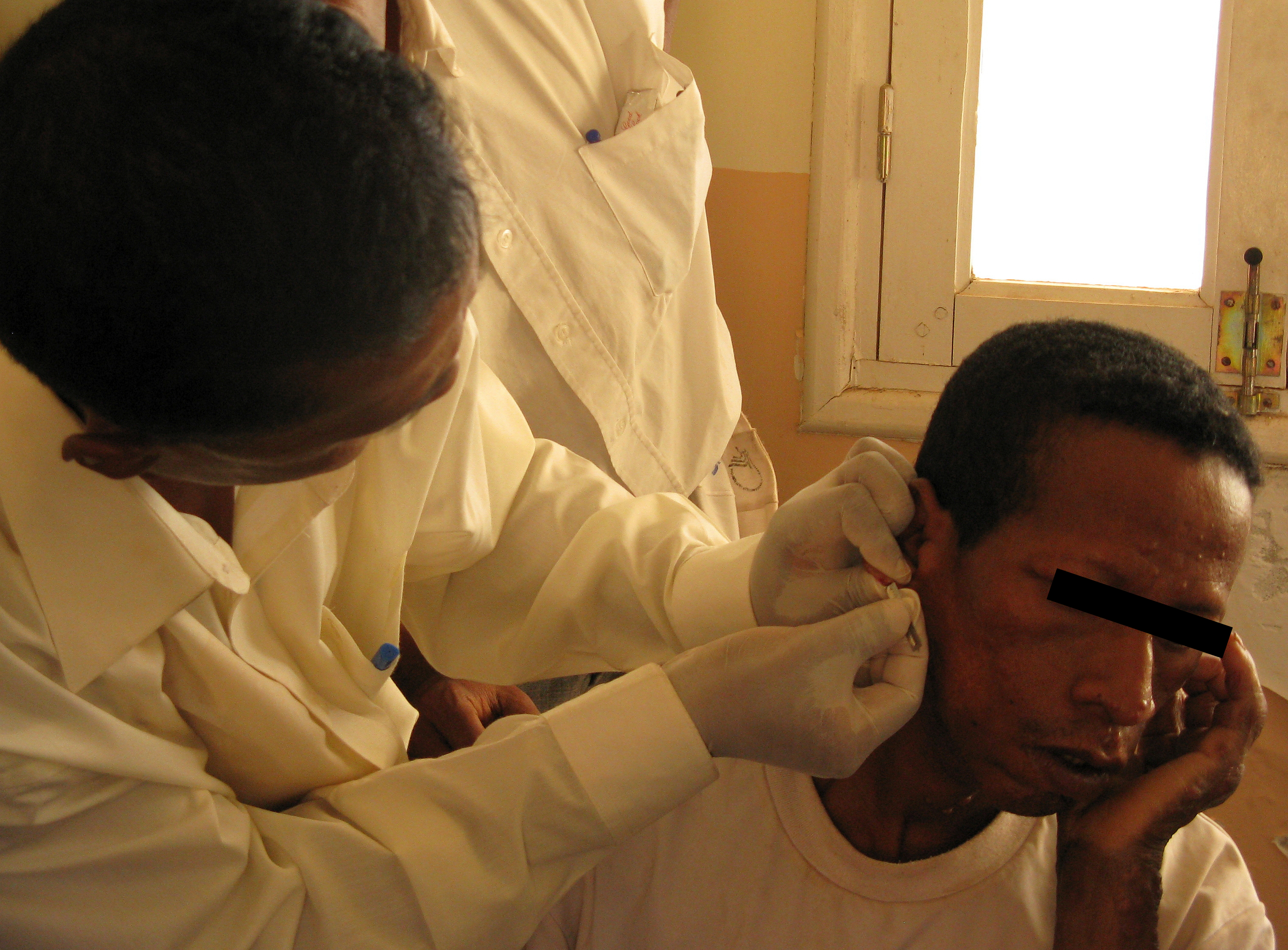
Het nemen van een uitstrijk, Madagaskar

## Diagnostiek
Ervaren dermatologen kunnen lepra op het klinische beeld diagnosticeren. Deze experts zijn niet beschikbaar voor grote delen van de wereldbevolking. Daarom heeft de Wereldgezondheidsorganisatie (WHO) de volgende operationele definitie van de diagnose lepra gepubliceerd, die bijna overal gevolgd wordt: In een endemisch land of gebied wordt een persoon gediagnosticeerd als lepra-patiënt als hij een van de volgende essentiële symptomen (Engels: cardinal signs) vertoont:
- Een huidlaesie, consistent met lepra, met duidelijk verlies van gevoel in de laesie. Deze kan enkelvoudig of meervoudig zijn, meestal minder gepigmenteerd dan de omringende normale huid. Soms is de laesie roodachtig of koperkleurig. Er kan een verscheidenheid aan huidafwijkingen bestaan, maar maculae (plat), papels (verhoogd) of noduli (knobbeltjes) komen vaak voor. Verlies van gevoel in een laesie is een typisch kenmerk van lepra. Verlies van gevoel kan aangetoond worden door het testen met watten of met specifieke instrumenten (Semmes Weinstein monofilament).[9]
- Een of meer verdikte of vergrote perifere zenuwen met verlies van gevoel of zwakte in de spieren die door de zenuw worden aangestuurd. Deze verdikkingen gaan vaak gepaard met andere tekenen als gevolg van beschadiging van de zenuw. Dit kan het verlies van gevoel in de huid betekenen, of een parese of paralyse van de spieren die door de aangetaste zenuw worden aangestuurd. Ook het uitvallen van het autonome zenuwstelsel is mogelijk waardoor bijvoorbeeld een abnormale droge huidlaesie ontstaat.
- Positieve huiduitstrijken: in een klein deel van de patiënten kunnen M. leprae-bacteriën worden gezien met een microscoop in de uitstrijken die van de aangetaste huid zijn genomen (Engels: Slit skin smears).[10] Het aantal laboratoria die een lepra-uitstrijk kunnen maken en analyseren neemt gestaag af in de endemische landen.[11] Dit is reden tot zorg, omdat daarmee een belangrijk diagnostisch instrument minder toegankelijk wordt.[12][13]

## Classificatie

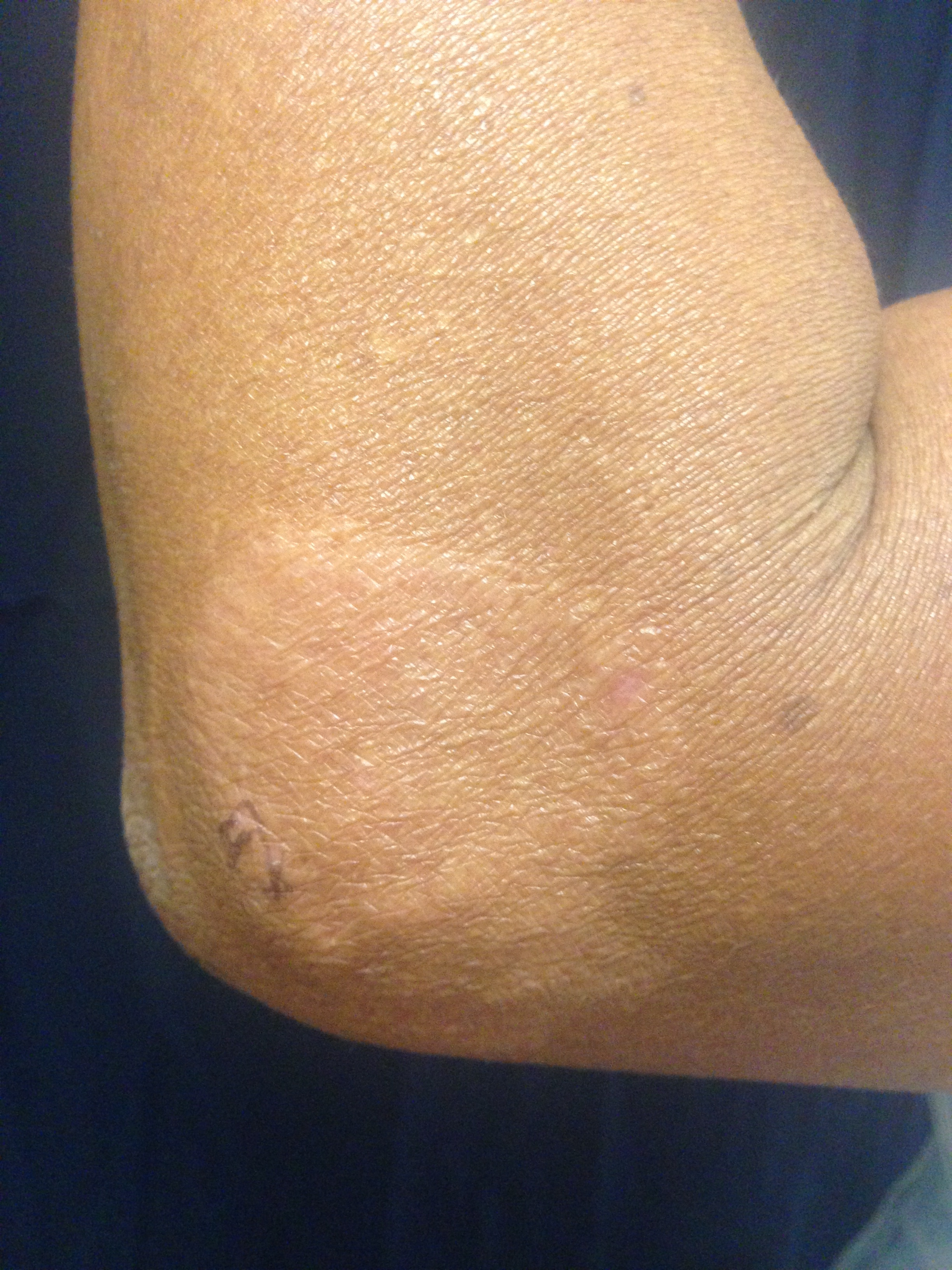
Paucibacillaire lepra

Er bestaan verschillende benaderingen voor het classificeren van lepra.
- De schaal van Ridley-Jopling biedt vijf klinische gradaties: Tuberculoide lepra ("TT"), Borderline tuberculoïde lepra ("BT"), Borderline ("BB"), Borderline lepromateuze lepra ("BL") en Lepromateuze lepra ("LL") (zie tabel).[14]
- De ICD-10 classificatie volgt de Ridley-Jopling classificatie. Het voegt ook een vroeg optredende soort lepra toe: "Indeterminate".
- In MeSH worden drie groepen gebruikt.
- In Brazilië wordt de classificatie van Madrid gebruikt: Men onderscheidt Indeterminate lepra, tuberculoïde lepra, borderline lepra en lepromateuze lepra (virchoviana). Het gebruik van het Portugese woord 'lepra' in officiële publicaties is in Brazilië overigens bij wet verboden. De ziekte heet daar Hanseníase.

Deze klinische classificaties hebben geen directe gevolgen voor de behandeling, in tegenstelling tot de hieronder vermelde WHO indeling.
- De Wereldgezondheidsorganisatie onderscheidt twee soorten lepra, paucibacillaire (PB) lepra en multibacillaire (MB) lepra, met directe consequenties voor het behandelschema van de combinatie van antibiotica.[15] De PB-vorm van lepra wordt gedefinieerd als een leprapatiënt maximaal vijf huidlaesies heeft. Bij MB-lepra heeft een patiënt zes of meer huidlaesies.[14]

| Overzicht van drie classificaties van lepra                                                     | Overzicht van drie classificaties van lepra | Overzicht van drie classificaties van lepra | Overzicht van drie classificaties van lepra |
| Ridley-Jopling                                                                                  | ICD-10                                      | MeSH Unique ID                              | Beschrijving |
| ----------------------------------------------------------------------------------------------- | ------------------------------------------- | ------------------------------------------- | --- |
| Tuberculoide lepra ("TT")                                                                       | A30.1, A30.2                                | D015441                                     | TT wordt gekenmerkt door een of meer gehypopigmenteerde huidlaesies door beschadigde perifere zenuwen die zijn aangevallen door de afweercellen. Bij deze vorm van lepra zijn M. leprae ofwel afwezig in de laesie of komen ze in zeer kleine aantallen voor. |
| Borderline tuberculoïde lepra ("BT"); Borderline ("BB") en Borderline lepromateuze lepra ("BL") | A30.3                                       | D015439                                     | Borderline lepra is de meest voorkomende vorm. De laesies lijken op die van tuberculoïde lepra, maar zijn talrijker en onregelmatiger. Schade van een of meer perifere zenuwen, met spierzwakte en verlies van gevoel, komt vaak voor. |
| Lepromateuze lepra ("LL")                                                                       | A30.4, A30.5                                | D015440                                     | LL presenteert zich met symmetrische huidlaesies, knobbeltjes, plaques en verdikte huid. Aantasting van het neusslijmvlies komt vaak voor, wat leidt tot een verstopte neus en neusbloedingen. Meestal is zenuwbeschadiging laat of niet aanwezig. Verlies van wenkbrauwen en wimpers kan worden gezien bij gevorderde ziekte. Bij deze vorm van lepra worden M. leprae in grote aantallen aangetroffen in laesies. De ongunstigste klinische variant van lepra treedt op bij een gegeneraliseerde laesie van de huid, slijmvliezen, ogen, perifere zenuwen, lymfeklieren en inwendige organen. |

## Medische behandeling
Alice Ball ontwikkelde in 1916 een eerste werkzame behandeling voor lepra uit chaulmoogra-olie. Sinds de jaren tachtig is lepra effectief behandelbaar met een combinatie van antibiotica geneesmiddelen: Multidrug-therapie (MDT), bestaande uit rifampicine, dapson en clofazimine. Afhankelijk van de WHO classificatie duurt een kuur 6 maanden voor PB patiënten en 12 maanden voor MB patiënten.
MDT blijkt zeer effectief en mensen zijn niet langer besmettelijk na de eerste maandelijkse dosis. Het is veilig en gemakkelijk te gebruiken onder veldomstandigheden dankzij de presentatie in blisterverpakkingen, voor volwassenen en aparte blisters voor kinderen. Een recidief na de behandeling is zeldzaam. In verschillende landen is resistentie gemeld, hoewel het aantal gevallen klein is. Mensen met rifampicine-resistente lepra kunnen worden behandeld met tweedelijnsgeneesmiddelen zoals fluorchinolonen, minocycline of claritromycine. De behandelingsduur is 24 maanden vanwege een lagere bacteriedodende activiteit van deze tweedelijns geneesmiddelen.

## Verloop en gevolgen

### Lepra-reacties
Lepra-reacties zijn immunologische reacties op M. leprae. Lepra-reacties kunnen perifere zenuwbeschadiging veroorzaken en zo bijdragen tot invaliditeit. Het vroegtijdig herkennen van reacties is belangrijk om zenuwbeschadiging te minimaliseren. Lepra-reacties kunnen optreden vóór, tijdens of na de succesvolle voltooiing van de antibiotica behandeling van lepra (MDT). Lepra-reacties vereisen behandeling met immunosuppressiva, waarvan hoge doses vaak gedurende langere perioden nodig zijn en kunnen bijdragen aan morbiditeit.
Er kunnen twee verschillende soorten lepra-reacties optreden: lepra-reacties van type 1, ook bekend als omkeerreacties (Engels: reversal reactions), en type 2-reacties, ook bekend als erythema nodosum leprosum (ENL).
Reversal reactions: Deze reactie vorm komt voornamelijk voor bij borderline patiënten en wordt gekenmerkt door acute ontsteking van reeds bestaande huidletsels van lepra, zenuwen of beide. Huidlaesies worden acuut ontstoken, oedemateus en kunnen zweren. Oedeem van handen, voeten en gezicht kan ook een kenmerk zijn van een reactie. Betrokkenheid van de perifere zenuwen leidt tot sensorisch en motorisch verlies, vaak gepaard met zenuwpijn. Corticosteroïden zijn de meest gebruikte geneesmiddelen voor dit type reacties. De antibiotische behandeling dient gecontinueerd te worden. Soms wordt decompressie chirurgie (neurolyse) toegepast om zenuwschade te voorkomen, met name in de nervus ulnaris en de nervus peroneus.

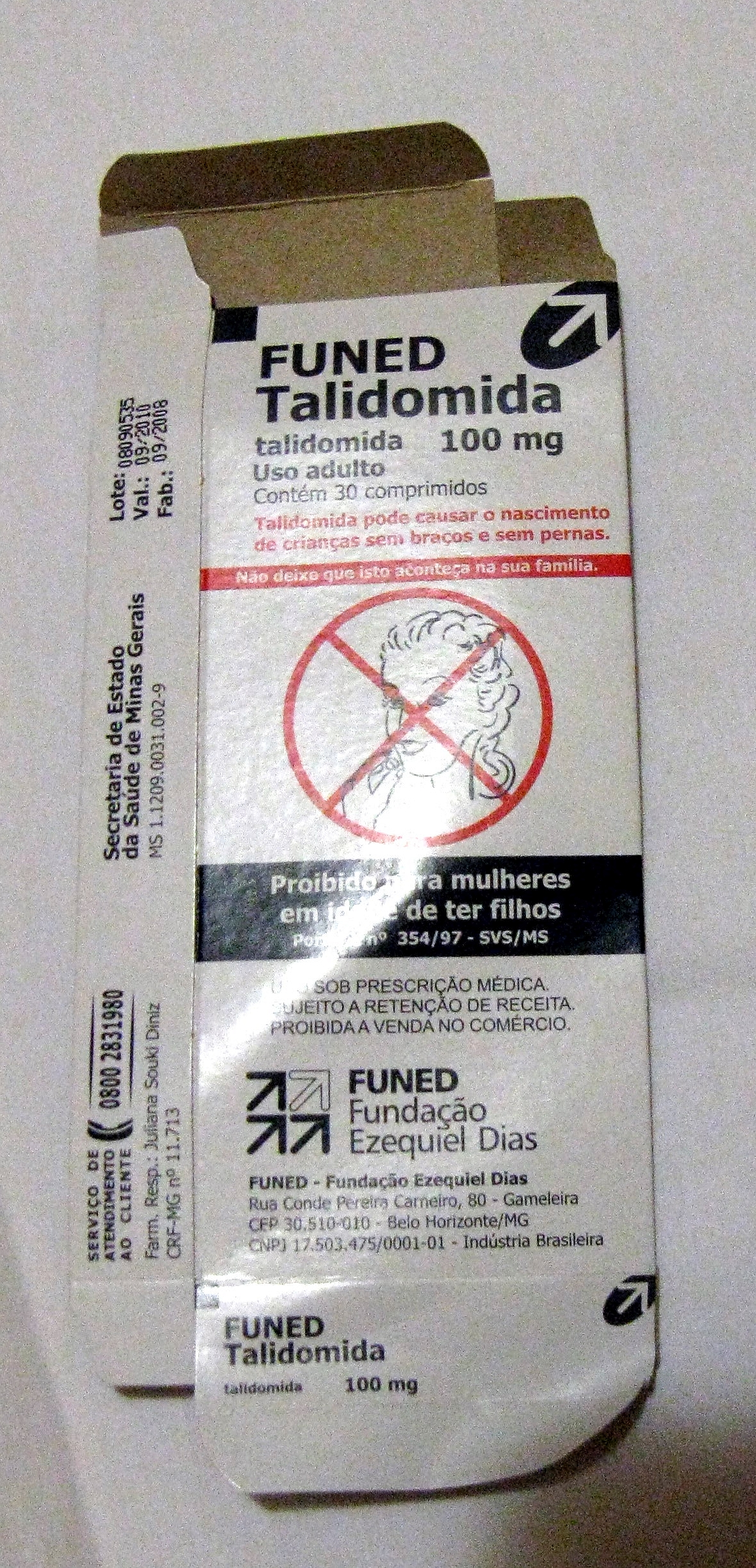
Medicijndoosje thalidomide (Brazilië)

ENL reacties: ENL komt vooral voor bij BL en LL patiënten. Ongeveer 10% van de mensen met BL-lepra en tot 50% van de mensen met LL zullen ENL ontwikkelen. Verschijnselen aan de huid zijn onder andere: gevoelige, rode huidlaesies, vaak vergezeld van koorts en malaise. ENL is een uiterst pijnlijke aandoening die tal van orgaansystemen kan aantasten, met name in de vorm van gewrichtsontsteking, lymfeklierontsteking en ontsteking van de teelbal. De medicamenteuze behandeling betreft voornamelijk corticosteroïden en thalidomide.
Dit laatste geneesmiddel heeft veel controverses opgeleverd. Thalidomide werd berucht door het Softenonproces in de jaren 60. Vrouwen die tijdens de zwangerschap het middel Softenon (thalidomide) hadden geslikt als slaapmiddel, baarden soms baby's met ernstige afwijkingen aan armen en benen. Het middel wordt voornamelijk in Brazilië gebruikt als geneesmiddel tegen type 2 leprareacties, onder strenge voorzorgen die moeten vermijden dat (potentieel) zwangere vrouwen het middel gebruiken.

### Preventie van handicaps
Beperkingen en handicaps komen frequent voor in leprapatiënten. Beperkingen kunnen optreden vóór, tijdens en ná de behandeling met MDT. Preventie van handicaps (Engels: prevention of disabilities) hoort tot de essentie van de behandeling van leprapatiënten. Zowel de gezondheidsprofessional als de patiënt en zijn directe sociale omgeving hebben een verantwoordelijkheid in deze. Vroegtijdige opsporing van lepra en de behandeling met MDT blijft de beste manier om handicap te voorkomen. Daarenboven dienen reacties effectief worden behandeld om vroege zenuwbeschadiging te kunnen terugdraaien en invaliditeit te voorkomen.
De individuele preventieve maatregelen voor een leprapatiënt of ex-leprapatiënt (na afloop van de antibiotica behandeling) met zenuwschade concentreert zich op onderzoek naar de zenuwfunctie en het beperken van de schade op drie plaatsen van het lichaam:
1. Het oog. Lagophthalmos komt voor bij paralyse van de nervus facialis.[26]
2. De handen. Zenuwschade van de nervus ulnaris, de nervus medianus en de nervus radialis veroorzaken gevoelloosheid in de huid van hand en vingers. Trauma's aan de hand worden minder goed onderkend (verbrandingen zijn berucht) en leiden tot zweren en verminkingen. Parese en paralyse van de handspieren leidt vaak tot een klauwhand met een verminderde functie.[27]
3. De voeten. Functieverlies van de nervus peroneus en de nervus tibialis leiden tot gevoelloosheid van de voetzolen. Trauma's worden niet onderkend en leiden tot zweren en verminkingen.[28]

Fysieke revalidatie vindt plaats in ziekenhuizen en revalidatiecentra. In veel landen zijn deze faciliteiten niet toegankelijk voor de meerderheid van gehandicapten. Een alternatief met grotere toegankelijkheid is gebaseerd op het concept van revalidatie binnen de eigen gemeenschap (Engels: Community Based Rehabilitation - CBR). Het concept bestaat uit vijf componenten: Gezondheid, onderwijs, levensonderhoud, sociale aspecten en emancipatie (Engels: empowerment).
In diverse landen (India, Nepal, Indonesië, Brazilië) zijn zelfzorggroepen actief, waarbij (ex-)leprapatiënten bij elkaar komen, gericht op individuele fysieke preventie van handicaps en werden zelfhulpgroepen (met een wijdere doelstelling, bijvoorbeeld sociaal-economische emancipatie) opgericht.

## Reconstructieve chirurgie
Pees- en spiertransplantatie worden toegepast om functieverbetering te bewerkstelligen van oog-, hand- en voetfuncties. Cosmetische operaties beogen met name verminkingen van het aangezicht te verhelpen. Andere chirurgische ingrepen zijn onder andere amputaties en debridement van chronische zweren.

## Leprabestrijding

### Voorkomen in de wereld

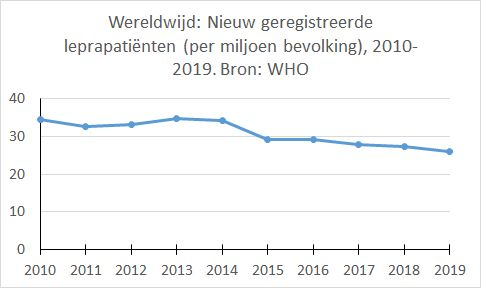
Grafiek van nieuwe leprapatiënten (2010-2019)

Bij het begin van de 21e eeuw schatte de WHO het aantal leprapatiënten wereldwijd op 600.000. In 1991 presenteerde de WHO een programma met als doel lepra in 2000 te elimineren, met als criterium een prevalentie van minder dan een geval per 10.000 mensen. Dit doel werd wereldwijd wel gehaald, maar de ziekte is verre van uitgeroeid. Eind 2019 waren er 177.175 leprapatiënten geregistreerd (en dus onder behandeling), dat is een prevalentie van 22,4 per 1.000.000 personen. Het aantal nieuwe patiënten nam in de periode 2009-2019 jaarlijks met ongeveer 1,5 % af. In het jaar 2019 werden 202.185 nieuwe patiënten gevonden, ofwel 25,9 patiënten per 1.000.000 personen (de case detection rate). Van de nieuwe patiënten zijn 38,9% vrouwen. In 2019 waren 7,4 % van de nieuw gediagnosticeerde patiënten kinderen onder de 15 jaar. Een ernstige beperking of handicap werd gevonden in 5% van de nieuwe patiënten, omdat de patiënten laat waren gediagnosticeerd.
De meeste nieuwe leprapatiënten worden gediagnosticeerd in India, Brazilië en Indonesië. Eind 2019 woonde 45% procent van alle leprapatiënten onder behandeling in India.
| Nieuwe leprapatiënten in 2019 | Nieuwe leprapatiënten in 2019 | Nieuwe leprapatiënten in 2019 |
| ----------------------------- | ----------------------------- | ----------------------------- |
| India                         | 114.451                       | 57%                           |
| Brazilië                      | 27.863                        | 14%                           |
| Indonesië                     | 17.439                        | 9%                            |
| Wereld                        | 202.185                       | 100%                          |

In veel landen is de ziekte niet meer endemisch. De lepragevallen die daar nog worden vastgesteld zijn geïmporteerd door immigratie.
Tegenwoordig (2019) worden er in Nederland naar schatting nog tussen de vijf en tien nieuwe gevallen per jaar vastgesteld. De besmettingen vinden plaats in het buitenland en worden, door de lange incubatietijd, soms pas jaren later in Nederland ontdekt. Besmettingen binnen Nederland lijken niet of nauwelijks voor te komen.

### Mondiale visie en doelstellingen
De WHO publiceerde in 2016 de 'Global Leprosy Strategy 2016–2020'. Daarin werden een langetermijnvisie en kortetermijndoelen gedefinieerd:
Visie: Een wereld zonder lepra
Dat betekent:
- Geen lepra-patiënten;
- Geen overdracht van lepra-infectie;
- Geen handicaps ten gevolge van lepra;
- Geen stigma, geen discriminatie.

De doelen (Engels: targets) voor 2020:
- Geen kinderen gediagnosticeerd met lepra en zichtbare misvormingen;
- Geen nieuw gediagnosticeerde lepra-patiënten met zichtbare misvormingen;
- Geen landen met wetgeving die discriminatie toelaten op basis van lepra.

De ILEP formuleerde in 2016 een gelijkaardige strategie voor de periode 2016-2020. De gedefinieerde strategische doelen zijn: Stop transmissie, voorkom handicaps en bevorder inclusie.

### Preventie

#### Contactonderzoek
Een huisgenoot van een leprapatiënt heeft een relatief hoog risico om zelf ook lepra te krijgen. Contactonderzoek wordt dan ook het meest gehouden onder leden van een huishouden. Soms wordt de cirkel van contacten vergroot tot andere personen die intensief contact hebben met de patiënt.

#### Vaccinatie
Het BCG-vaccin geeft enige beschermende werking tegen lepra. In Brazilië krijgen contacten van leprapatiënten twee doses BCG toegediend. Een specifiek anti-lepra-vaccin is in onderzoek.

#### Profylaxe
Recent zijn projecten van start gegaan met profylactische toediening van antibiotica aan contacten van leprapatiënten (Engels: Post Exposure Prophylaxis [PEP]). Evaluaties bevestigen de veiligheid en haalbaarheid van deze profylaxe op grote schaal. Over de effecten op de transmissie is nog weinig bekend. De WHO adviseert de toediening van een eenmalige dosis rifampicine (SDR-PEP). Ook zijn studies gaande in India, Brazilië en Indonesië, waarbij een combinatie van twee antibiotica (rifampicin en claritromycine) wordt gegeven aan contacten.

### NTDs
Lepra is door de WHO om operationele redenen ondergebracht in een groep Verwaarloosde Tropische Ziekten (Engels: Neglected Tropical Diseases - NTDs). Het WHO "Department of Control of Neglected Tropical Diseases" coördineert en ondersteunt beleid en strategieën om de toegang tot interventies voor de preventie, bestrijding, uitbanning en uitroeiing van verwaarloosde tropische ziekten te verbeteren.

### Stigma en discriminatie van leprapatiënten

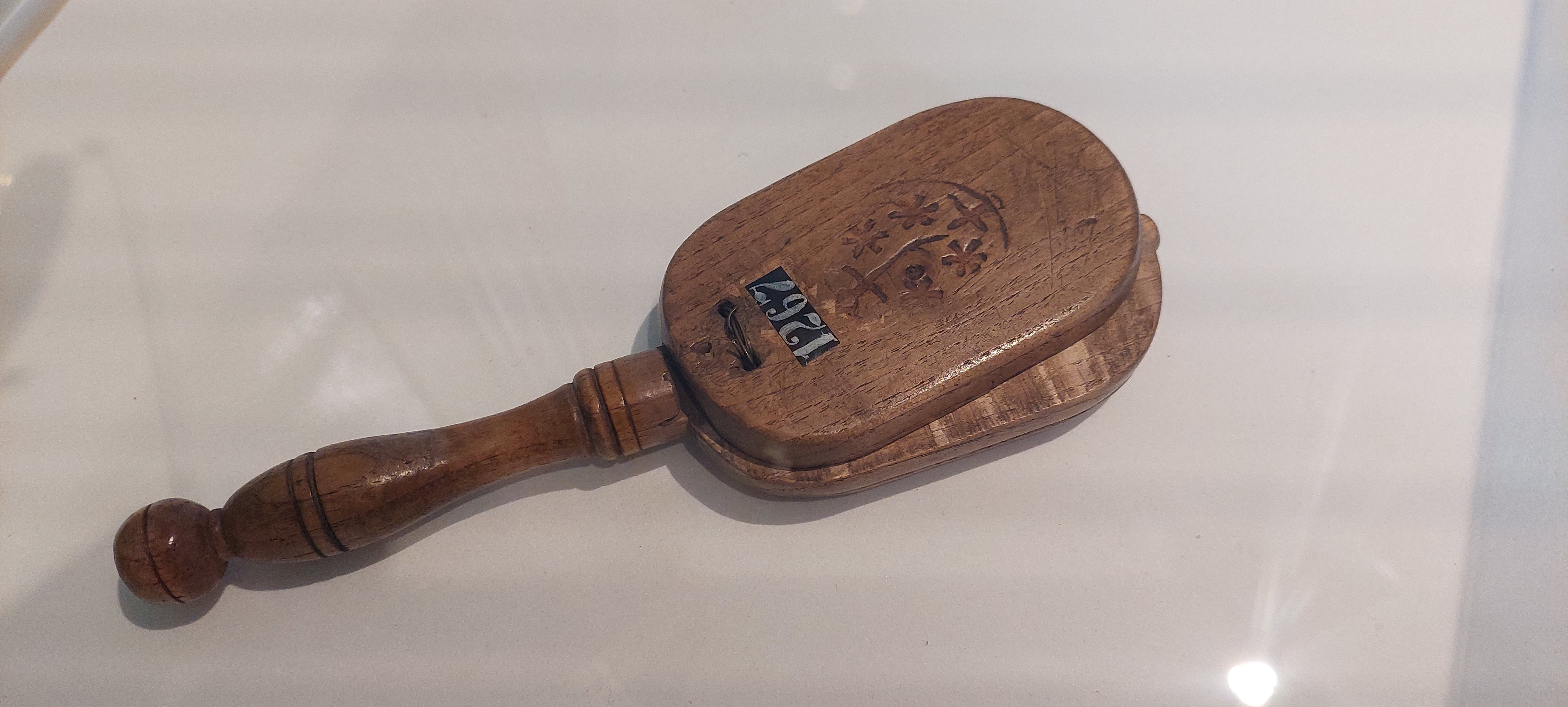
Leprozenklepper uit 1794 in Museum van de Geest

Lepra is sinds eeuwen een stigmatiserende aandoening. Tot op heden bestaat discriminatie en exclusie van (ex-)leprapatiënten. De WHO en ILEP hebben beide het bestrijden van discriminatie in hun strategieën opgenomen.

## Internationale organisaties in de leprabestrijding
- De Wereldgezondheidsorganisatie (WHO) heeft een dominante positie in het formuleren en bevorderen van beleid op het gebied van de leprabestrijding. Verder is de organisatie instrumenteel in training en adviezen aan nationale overheden. Het verzamelen, analyseren en dissemineren van leprastatistieken behoort tot diens kerntaken. Bovendien levert WHO de standaard MDT medicijnen die door Novartis wordt geproduceerd aan nationale overheden.
- Internationale Federatie voor Leprabestrijding (ILEP). De ILEP is een federatie van non-gouvernementele organisaties op het gebied van de leprabestrijding.
- Novartis[49] produceert de standaard antibiotica (MDT) en stelt deze ter beschikking aan de meeste endemische landen via de WHO.
- The Nippon Foundation[50] is een grote Japanse donororganisatie, die zich al jaren inzet voor leprapatiënten en de leprabestrijding.
- Global Partnership for Zero Leprosy (GLZL).[51] De GLZL is een recent ontstaan partnerschap van lepra-gerelateerde organisaties. Het richt zich voornamelijk op het versterken van netwerken en stimuleren van innovatieve methoden voor de leprabestrijding.

## Nationale niet-gouvernementele organisaties (ngo's)
In België is vooral de Damiaanactie actief in de hulp aan de leprabestrijding. In Nederland zijn de Leprastichting en de Leprazending de voornaamste hulporganisaties op het gebied van leprabestrijding.
| Organisatie    | Jaarlijkse inkomsten | In hoeveel landen actief? |
| -------------- | -------------------- | ------------------------- |
| Damiaanactie   | € 15.344.338 (2018)  | 15                        |
| Leprastichting | € 8.300.000 (2019)   | 5                         |
| Leprazending   | € 2.027.781 (2019)   | 7                         |

## Opties voor lepradiagnostiek in Nederland en België
- Amsterdam UMC Tropische Ziekten (polikliniek)[55]
- Erasmus MC Infectieziekten TropenPolikliniek Rotterdam[56]
- LUMC Tropenpolikliniek Leiden[57]
- Instituut voor Tropische Geneeskunde Antwerpen[58]

## Bekende leprologen
Nederland
- Dick Leiker (1919-1995), Nederlands leproloog en medeoprichter van de Leprastichting[59]
- Ben Naafs, Nederlands leproloog[60]

België
- Frans Hemerijckx, Belgisch leproloog
- Michel Lechat, Belgisch leproloog

Overige landen
- Armauer Hansen, Noors lepraonderzoeker, ontdekker van de leprabacterie Mycobacterium leprae (1873)
- Alice Ball, Amerikaans scheikundige, ontwikkelde het eerste werkzame medicijn tegen lepra (1916)
- Diana N.J. Lockwood, Brits leproloog
- David M. Scollard, Amerikaans leproloog
- Diltor Opromolla, Braziliaans leproloog
- S.K. Noordeen, Indiase leproloog
- Robert Greenhill Cochrane, Brits leproloog[61]